# Премія імені Курда Лассвіца

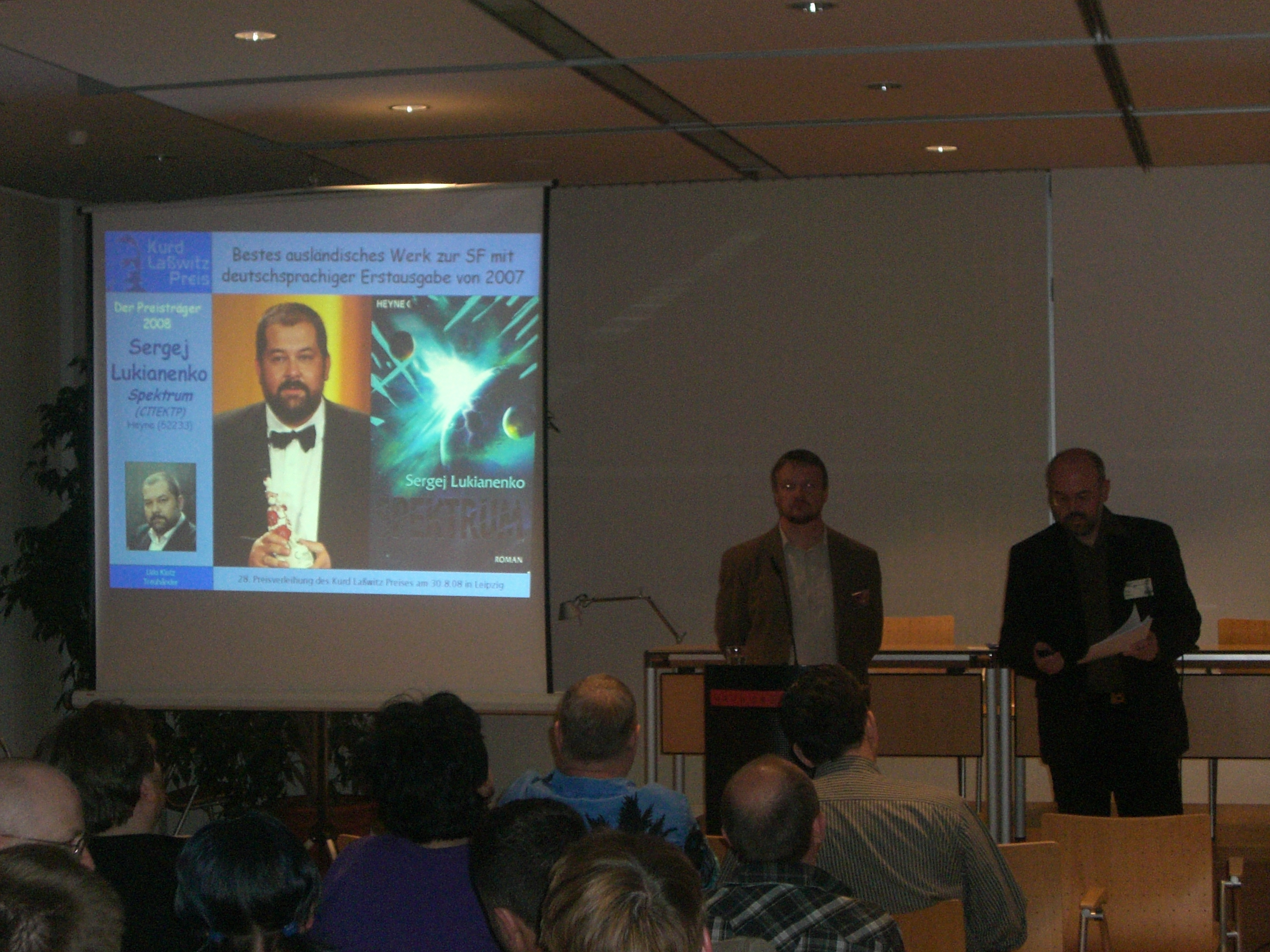
Вручення Премії імені Курда Лассвіца на Елстерконі 2008 р.

Премія імені Курда Лассвіца (нім. Kurd-Laßwitz-Preis) — негрошова премія, яку щороку присуджують авторам, перекладачам, редакторам, видавцям, викладачам, художникам-графікам, журналістам німецькомовної наукової фантастики. За допомогою премії відзначають особливо видатні досягнення в області німецькомовної наукової фантастики, з метою підтримати лауреатів, а з ними і німецькомовну наукову фантастику.

## Опис
Премія заснована в 1980 році за зразком американської премії «Неб'юла» та названа на часть німецького письменника-фантаста Курда Лассвіца. Щороку нагороджуються найкращі праці минулого року. Спочатку премія вручалась у шести номінаціях («Роман», «Оповідання», «Коротке оповідання», «Перекладач», «Художник-графік» і «Спеціальна премія»); у 1983 році була додана категорія «Найкращий іноземний роман», яка в 1997 році була перейменована у «Найкращу іноземну працю». 1987 року були додані категорії «Радіоспектакль» і «Кінофільм». Категорія «Радіоспектакль» з 1993 року має власне журі, а категорія «кінофільм» з 1996 р. об'єднана з категорією «Спеціальна премія». 1997 року категорії «Оповідання» і «Коротке оповідання» були об'єднані, а з 2001 року в категорії «Переклад» рішення приймає спеціальне журі.
Номінації та вибір проводять шляхом голосування уповноважених, тобто професійно зайнятих в області наукової фантастики авторів, перекладачів, графіків, редакторів, видавців, спеціалізованих журналістів і колишніх лауреатів, відповідно до процедур, записаних у статуті Премії.
Починаючи з 1991 року, вручення премії організовує Удо Клоц. Починаючи з 2000 року (поперемінно з 2007 року) вручення відбуваються на жанрових конференціях «Елстеркон» в Лейпцигу та «Пента-Кон» в Дрездені.

## Лауреати

### Найкращий роман
- 1981: Георг Заунер, «Онук будівника ракет» (нім. Die Enkel der Raketenbauer)
- 1982: Вольфганг Єшке, «Останній день творіння»(нім. Der letzte Tag der Schöpfung)
- 1983: Річард Хей, «У році 95-му по Хіросімі» (нім. Im Jahr 95 nach Hiroshima)
- 1984: Томас Р. П. Мільке[de], «Сакриверсум» (нім. «Das Sakriversum»)
- 1985: Герберт Франке, «Холод космосу» (нім. Die Kälte des Weltraums)
- 1986: Герберт Франке, «Наприкінці часів» (нім. Endzeit)
- 1987: Карл Амері, (нім. Die Wallfahrer)
- 1988: Ґудрун Паузеванг, «Хмара» (нім. Die Wolke)
- 1989: Норберт Штьобе, «Нью-Йорк — божественний» (нім. New York ist himmlisch)
- 1990: Вольфганг Єшке, «Мідас» (нім. Midas)
- 1991: Карл Амері, «Таємниця крипти» (нім. Das Geheimnis der Krypta)
- 1992: Крістіан Мер, «Попіл Фатуа» (нім. Fatous Staub)
- 1993: Герберт Розендорфер, «Золоті святі або Колумб відкриває Європу» (нім. Die Goldenen Heiligen oder Columbus entdeckt Europa)
- 1994: Томас Циґлер[de], «Голоси ночі» (нім. «Die Stimmen der Nacht»)
- 1995: Ганс Іоахім Алперс[de], «Розтерзана земля» (нім. Das zerrissene Land)
- 1996: Ганс Іоахім Алперс, (нім. Die graue Eminenz)
- 1997: Андреас Ешбах, «Сонячна станція» (нім. Solarstation)
- 1998: не вручалася
- 1999: Андреас Ешбах, «Відео Ісуса» (нім. Das Jesus Video)
- 2000: Андреас Ешбах, «Зірка Келвіца» (нім. Kelwitts Stern)
- 2001: Міхаель Маррак, «Лорд Гамма» (нім. Lord Gamma)
- 2002: Андреас Ешбах, «Пошук» (нім. Quest)
- 2003: Міхаель Маррак, (нім. Imagon)
- 2004: Андреас Ешбах, «Останній з свого роду[de]» (нім. Der Letzte seiner Art)
- 2005: Франк Шетцінг, «Зграя[de]» (нім. Der Schwarm)
- 2006: Вольганг Єшке, Гра Кусануса (нім. Das Cusanus-Spiel)
- 2007: Герберт Франке, (нім. Auf der Spur des Engels)
- 2008: Андреас Ешбах, «Спалений» (нім. Ausgebrannt)
- 2009: Дітмар Дат, «Скасування видів» (нім. Die Abschaffung der Arten)
- 2010: Андреас Ешбах, «Король для Німеччини» (нім. Ein König für Deutschland)
- 2011: Уве Пост, «Вальпар Тоннраффір та божий перст» (нім. Walpar Tonnraffir und der Zeigefinger Gottes)
- 2012: Андреас Ешбах, «Володар сущого» (нім. Herr aller Dinge)
- 2013: Дітмар Дат, «Ніч пульсара» (нім. Pulsarnacht)
- 2014: Вольфганг Єшке, «Джихеди» (нім. Dschiheads[2])
- 2015: Томас Гілленбранд, (нім. Drohnenland)[3]
- 2016: Андреас Брандгорст, «Корабель» (нім. Das Schiff)[4]
- 2017: Андреас Бранхорст «Omni»
- 2018: Міхаель Маррак, «Канон механічних душ» (нім. Der Kanon mechanischer Seelen)[5]

### Найкраща повість
- 1981: Томас Ціглер[de], «Чутливі роки» (нім. Die sensitiven Jahre)
- 1982: Вольфганг Єшке, «Документи про стан країни до спустошення» (нім. Dokumente über den Zustand des Landes vor der Verheerung)
- 1983: Вольфганг Єшке, «Земля Озіріса» (нім. Osiris Land)
- 1984: Томас Ціглер, «Голоси ночі» (нім. Die Stimmen der Nacht)
- 1985: Вольфганг Єшке, (нім. Nekromanteion)
- 1986: Ганс Йоахім Алперс та Рональд М.Хан, (нім. Traumjäger)
- 1987: Карл Міхаель Армер[de], «Орбіти» (нім. Umkreisungen)
- 1988: Карл Міхаель Армер, «Остаточне рішення питанні безробітних» (нім. Die Endlösung der Arbeitslosenfrage)
- 1989: Карл Міхаель Армер, (нім. Malessen mitte Biotechnik)
- 1990: Вернер Цілліг, «Сімнадцять речень» (нім. Siebzehn Sätze)
- 1991: Томас Ціглер, «Дрібничка для нас, реінкарнавтів» (нім. Eine Kleinigkeit für uns Reinkarnauten)
- 1992: Горст Пукаллус, «Бляха часу» (нім. Das Blei der Zeit)
- 1993: Ерік Зімон[de], (нім. Von der Zeit, von der Erinnerung)
- 1994: Вольфганг Єшке, «Погані новини з Ватикану» (нім. Schlechte Nachrichten aus dem Vatikan)
- 1995: Ерін Зімон, Ангела та Кархайнц Штайнмюллери під псевдонімом Зімон Цвіштайн, «Легше за вакуум» (нім. Leichter als Vakuum)
- 1996: Норберт Штьобе, «Спрага міста» (нім. Der Durst der Stadt)

### Найкраще оповідання
- 1981: Рональд М.Хан[de], (нім. Auf dem großen Strom)
- 1982: Рональд М.Хан, (нім. Ein paar kurze durch die Zensur geschmuggelte Szenen aus den Akten der Freiheit & Abenteuer GmbH)
- 1983: Андреас Брандгорст, «Ловці планктону» (нім. Die Planktonfischer)
- 1984: Герберт Франке, «Подих Сонця» (нім. Atem der Sonne)
- 1985: Карл Амері, «Лише одне літо ви заздрите могутнім» (нім. Nur einen Sommer gönnt ihr Gewaltigen)
- 1986: Райнмар Куніч, «Північне сяйво» (нім. Polarlicht)
- 1987: Райнер Ерлер, (англ. Play Future)
- 1989: Райнер Ерлер, «Сир» (нім. Der Käse)
- 1990: Гісберт Хефс, «Пристрасть до подорожей» (нім. Wanderlust)
- 1991: Петер Роберт, «Симуляція» (нім. Simulation)
- 1992: Петер Шаттсшнайдер, «Легкий у догляді» (нім. Pflegeleicht)
- 1993: Ангела Штайнмюллер, «Творець свічок» (нім. Der Kerzenmacher)
- 1994: Герт Прокоп, «Кохання, Ти ніжний, тремтячий птах» (нім. Liebe, Du zärtlicher, zitternder Vogel)
- 1995: Петер Шаттсшнайдер, «Лист з потойбічного світу» (нім. Brief aus dem Jenseits)
- 1996: Міхаель Енде, «Довгий шлях до Санта-Крус» (нім. Der lange Weg nach Santa Cruz)

### Найкраща повість/оповідання(об'єднана премія)
- 1997: Вольфганг Єшке, «Партнери на все життя» (нім. Partner fürs Leben)
- 1998: Мальте С.Зембтен, «Побачення в сліпу» (англ. Blind Date)
- 1999: Маркус Гаммершмітт[de], (нім. Wüstenlack)
- 2000: Вольфганг Єшке, (нім. Die Cusanische Acceleratio[6])
- 2001: Маркус Гаммершмітт, «Трубадур» (нім. Troubadoure)
- 2002: Вольфганг Єшке, (англ. Allah akbar And So Smart Our NLWs)
- 2003: Ерік Зімон, (нім. Spiel beendet, sagte der Sumpf[7])
- 2004: Ангела та Карлхайнц Штайнмюллери, «Перед подорожжю часом» (нім. Vor der Zeitreise[8])
- 2005: Вольфганг Єшке, «Прикраса» (нім. Das Geschmeide[9])
- 2006: Райнер Ерлер, (англ. An e-Star is born[10])
- 2007: Маркус Хаммершмітт, (нім. Canea Null)
- 2008: Міхаель Іволяйт[de], «Молох» (нім. Der Moloch)
- 2009: Андреас Ешбах, «Тренінг з виживання» (англ. Survival-Training) та Гайдрун Йєнхен, «Справа як всі інші» (англ. Ein Geschäft wie jedes andere)
- 2010: Ернст-Еберхард Манскі, (нім. Das Klassentreffen der Weserwinzer)
- 2011: Міхаель Іволяйт, «Поріг» (нім. Die Schwelle)
- 2012: Франк В. Хаубольд, «Наприкінці подорожі» (нім. Am Ende der Reise)
- 2013: Клаус Н. Фрік, «У клітці» (нім. Im Käfig)
- 2014: Міхаель Маррак, «Діаметрально левітуючий хроновсесвіт Коена Слотердайка» (нім. Coen Sloterdykes diametral levitierendes Chronoversum)
- 2015: Фабіан Томашек, (англ. Boatpeople[3])
- 2016: Карстер Крушель, «Що відбувається зі світлом в кінці туннелю?» (нім. Was geschieht dem Licht am Ende des Tunnels?[4])
- 2017: Габріеле Бернд «Suicide Rooms»
- 2018: Уве Германн, "Інтернет речей" (нім. Das Internet der Dinge[5])

### Найкраща іноземна праця
- 1984: Браєн Олдіс, «Весна Гелліконії[ro]» (англ. Helliconia Spring)
- 1985: Філіп Дік, «ВАЛІС[en]» (англ. VALIS)
- 1986: Денієл Кіз, «Таємнича історія Біллі Міллігана» (англ. The Minds of Billy Milligan)
- 1987: Джеррі Юлсмен, «Ранок Ілліндера» (англ. Elleander Morning)
- 1988: Крістофер Пріст, «Гламур» (англ. The Glamour)
- 1989: Орсон Скотт Кард, «Голос тих, кого немає» (англ. Speaker for the Dead)
- 1990: Лусіус Шепард, «Життя під час війни» (англ. Life During Wartime)
- 1991: Ієн Бенкс, «Міст» (англ. The Bridge)
- 1992: Ієн Бенкс, «Осина фабрика» (англ. The Wasp Factory)
- 1993: Ієн Бенкс, «Використання зброї[en]» (англ. Use of Weapons)
- 1994: Конні Вілліс, «Книга Судного дня» (англ. Doomsday Book)
- 1995: Єн Макдональд, «Ножиці ріжуть папір обгортає камінь» (англ. Scissors Cut Paper Wrap Stone)[11]
- 1996: Стівен Бекстер, «Кораблі часу» англ. The Time Ships
- 1997: Кейт Вільгельм, (англ. Death Qualified: A Mystery of Chaos)
- 1998: Ієн Бенкс, «Ехсцессія[en]» (англ. Excession)
- 1999: Єн Макдональд, «Жертва дурнів» (англ. Sacrifice of Fools)
- 2000: Грег Іген, «Відчай» (англ. Distress)
- 2001: Мері Доріа Расселл, «Горобець[en]» (англ. The Sparrow)
- 2002: Конні Вілліс, «Не кажучи про пса» (англ. To Say Nothing of the Dog)
- 2003: Чайна М'євіль, «Станція загублених снів» (англ. Perdido Street Station)
- 2004: Вернор Віндж, «Глибина у небі» (англ. A Deepness in the Sky)
- 2005: Чайна М'євіль, «Шрам» (англ. The Scar)
- 2006: Чайна М'євіль, «Залізний консул» (англ. Iron Council)
- 2007: Роберт Чарльз Вілсон, «Спін» (англ. Spin)
- 2008: Лук'яненко Сергій Васильович, «Спектр» (рос. Спектр)
- 2009: Чарльз Штросс, «Скляний дім» (англ. Glasshouse)
- 2010: Джон Скальці, (англ. The Android's Dream)
- 2011: Чайна М'євіль, «Місто та місто» (англ. The City & the City)
- 2012: Паоло Бачигалупі, «Механічна дівчина» (англ. The Windup Girl)
- 2013: Тед Чан, «Пекло — це відсутність Бога» (англ. Hell Is the Absence of God)
- 2014: Джо Волтон, «Серед інших» (англ. Among Others)
- 2015: Урсула Ле Ґуїн, «Втрачені раї» (англ. Lost Paradises)[3]
- 2016: Ніл Стівенсон, «Сімєв» англ. Seveneves[4]
- 2017: Лю Цисінь «Проблема трьох тіл»
- 2018: Ннеді Окорафор, «Книга Фенікса» англ. The Book of Phoenix)[5]